# Parameter-modellen
 Der er for få eller ingen kildehenvisninger i denne artikel, hvilket er et problem. Du kan hjælpe ved at angive troværdige kilder til de påstande, som fremføres i artiklen.

Parameter-modellen er syv af Richard Raskin opstillede parametre, der beskriver konstruktionen af en kortfilm. Denne kan bruges til både at lave kortfilm og at analysere færdige kortfilm.

## Parametrene

### 1. Person-fokus/person-interaktion
En film kan have fokus på flere personer, men ofte er det kun én person, hvorom handlingen drejer sig. Derfor kan der i starten af en kortfilm være et nærbillede for at slå hovedpersonen fast. Gerne er der ofte perioder af person-interaktion, hvor de forskellige karakteres omgang med hinanden skubber handlingen fremad, hvilket bliver adskilt af perioder af mangel på samme; disse er til gengæld mere indadvendte.

### 2. Kausalitet/valg
For at gøre personerne mere levende og dermed spændende indgår der i kortfilm gerne valg, der skal træffes og som får betydning for det senere forløb.

### 3. Konsekvens/overraskelse
Karaktererne har for troværdighedens skyld gerne en bestemt måde at være på, som de handler efter igennem hele fortællingen. Deres væremåde og personlighed vises som regel meget hurtigt, men for spændingens skyld overrasker de på et tidspunkt i filmen på en måde, der er uforudsigelig, men stadig i tråd med deres personlighed.

### 4. Billede/lyd
Både billede og lyd skal være fængende for beskueren. Det er altså ikke kun billedet, der skal portrættere handling, men også replikker og lydeffekt skal have en betydning..

### 5. Person/ting
Det skal gerne se ud som om, der er dybde i personerne. Dette kan gøres nærbilleder og ved særlige detaljer i personer og/eller omgivelser og genstande. Interaktionen mellem personer og fysiske omgivelser kan anvendes.

### 6. Enkelhed/dybde
Der skal ikke bruges flere elementer i en kortfilm, end det er nødvendigt, da dette fjerner fokus fra det vigtigste i filmen og får den til at virke uoverskuelig og stressende. Det der er tilbage kan til gengæld blive bedre beskrevet, og filmen får derfor dybde.

### 7. Økonomi/helhed
Filmen skal ikke være overfyldt, men kun have det vigtigste med. Samtidig skal filmen dog virke fuldstændig og slutte rettidigt, så beskueren oplever en sammenhængende film og får forløsning for sine forventninger. Slutningen kan for helhedens skyld inkludere en tilbagevending til starten eller en symbolsk handling, som gør et blivende indtryk på beskueren.

## Fodnoter
1. ↑  Raskin, Richard. "Om at lave kortfilm", Kortfilmen som fortælling (1. udgave), Systime A/S, Århus, 2001, side 79. ISBN 87-616-0491-7.
2. 1 2  Raskin, Richard. "Om at lave kortfilm", Kortfilmen som fortælling (1. udgave), Systime A/S, Århus, 2001, side 80. ISBN 87-616-0491-7.
3. 1 2  Raskin, Richard. "Om at lave kortfilm", Kortfilmen som fortælling (1. udgave), Systime A/S, Århus, 2001, side 81. ISBN 87-616-0491-7.
4. ↑  Raskin, Richard. "Om at lave kortfilm", Kortfilmen som fortælling (1. udgave), Systime A/S, Århus, 2001, side 81-82. ISBN 87-616-0491-7.
5. 1 2  Raskin, Richard. "Om at lave kortfilm", Kortfilmen som fortælling (1. udgave), Systime A/S, Århus, 2001, side 82. ISBN 87-616-0491-7.